# François Blondel

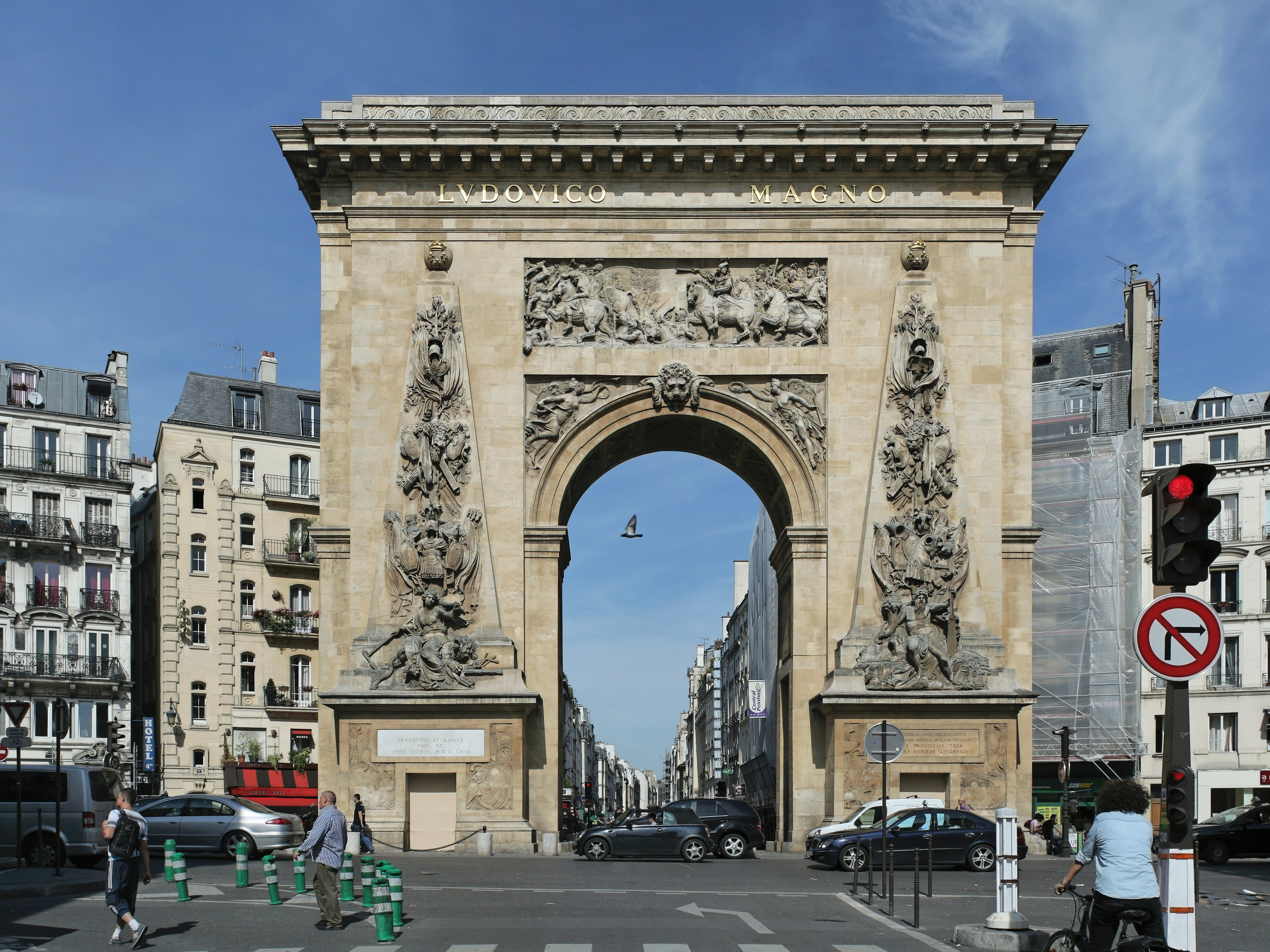
Porte Saint-Denis, monument parizian, proiectat de François Blondel

Nicolas-François Blondel (n. 15 iunie 1618 - 21 ianuarie 1686 la Paris) a fost un militar, inginer în domeniul fortificațiilor, diplomat și arhitect militar francez.
S-a născut probabil la Ribemont ca fiu al unui profesor de matematică.
Timp de trei ani a însoțit pe contele de Brienne în Germania, Italia și Țările de nord.
Reîntors în Franța, a influențat mai mulți comercianți și persoane politice să depună o reclamație contra detenției ambasadorului francez la Constantinopol, propunere acceptată în dorința ca plecând la Constantinopol, va vizita și Egiptul.

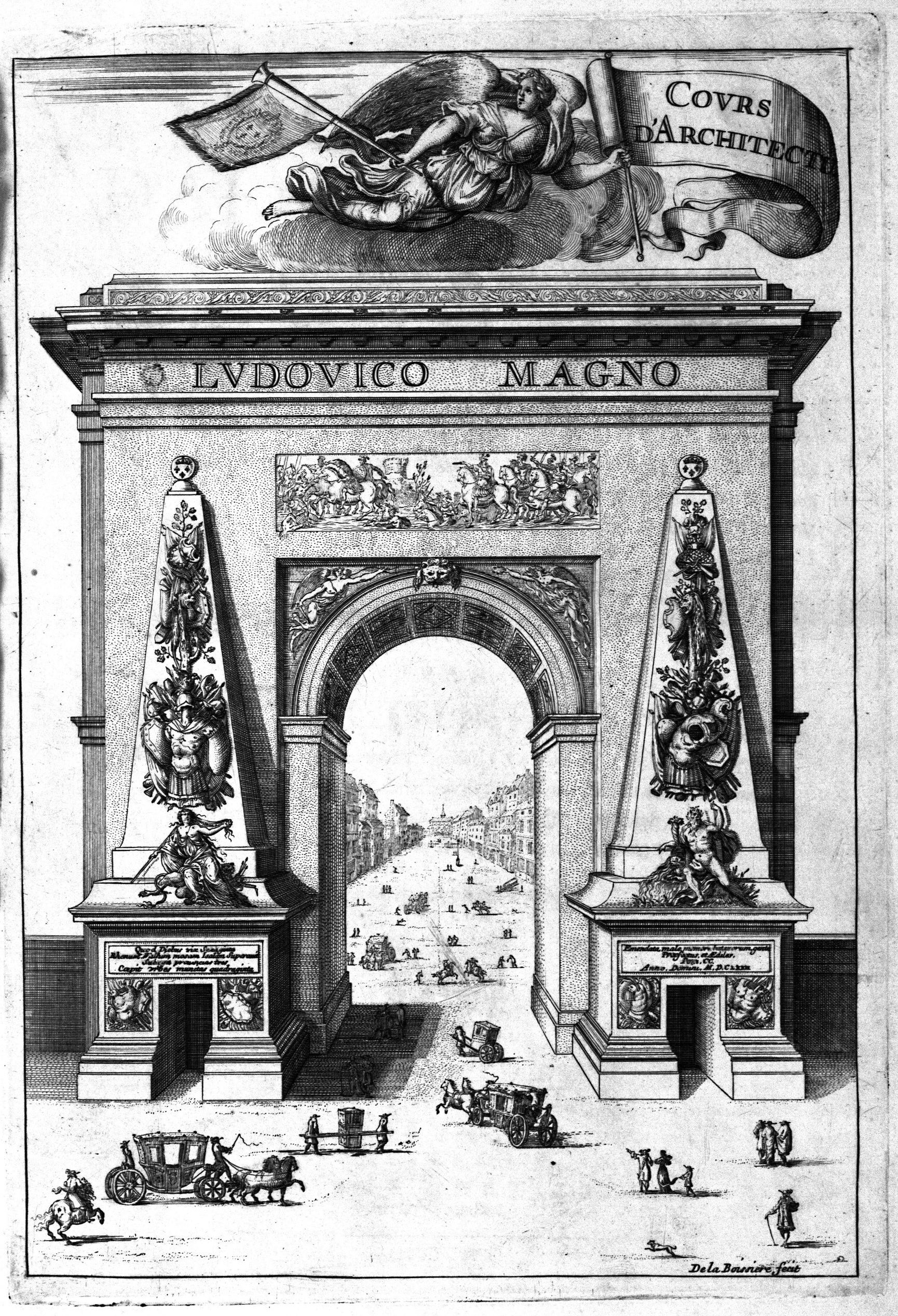
Frontispiciul lucrării Curs de arhitectură, pe care este desenat Porte Saint-Denis

Succesul diplomatic i-a adus titlul de Consilier de Stat, iar pregătirea matematică i-a deschis calea de a obține catedra de profesor la Colegiul Regal din Paris.
Cariera de arhitect și-a început-o prin construirea unui pod cu un arc de triumf la Saintes sur la Charente și prin întocmirea planului general de sistematizare și reconstrucție a Parisului, construind poarta St. Bernard, refăcând poarta St. Antoine și proiectând construirea unui arc de triumf la poarta Saint-Denis.

## Scrieri
- Cours d'architecture (Curs de arhitectură, 1698), carte de referință pentru o perioadă de peste un secol
- Cours de Mathématiques contenant divers traits composés et ensignés à monseigneur le Dauphin où sont l'arithmétique spéculative et l'arithmétique (1683), în trei volume.